# Marcia Bell
Graciela Isabel Jakavičius, más conocida como Marcia Bell (Buenos Aires, 15 de abril de 1951)
es una actriz, cantante, compositora, modelo y presentadora de televisión española de origen argentino.
Famosa en España durante los años setenta y ochenta.
En los últimos años ha recobrado relevancia como figura mediática de la prensa rosa española.
Es miembro activo de la AISGE (Artistas Intérpretes Sociedad de Gestión) y de la SACM (Sociedad de Autores y Compositores de México).
Durante toda su carrera ha tenido la oportunidad de trabajar en Argentina, España, Estados Unidos, Italia y México, entre otros países.

## Biografía
Hija de lituanos, nació en Buenos Aires (Argentina) a causa del exilio de su familia tras la Segunda Guerra Mundial, gracias al asilo político que les proporcionó el presidente Juan Domingo Perón. Proviene de una familia lituana de la alta sociedad.
Su padre fue el famoso concertista de piano Liudas Jakavičius, y su madre una ama de casa. Tiene una hermana menor, llamada Carla Rigg (1960-). Por parte de padre, la actriz procede de la aristocracia lituana, ya que es nieta de Honorata Grimalauskaitė-Jakavičienė, duquesa de Grzymala. Por parte de madre, la artista proviene de una familia conocida en el mundo empresarial de la Lituania posoviética, ya que es prima hermana de Zenonas Janavičius, presidente, CEO y accionista mayoritario de AB Sparta, una de las compañías textiles más importantes de los países bálticos. Cabe mencionar que la dinastía Jakavičius-Grimalauskas remonta sus orígenes al siglo XIII, lo que la convierte en una de las familias más antiguas y con mayor tradición de Lituania. De hecho, aunque Marcia Bell nació en Argentina, su primera lengua fue el lituano, y de hecho, sus padres fueron distinguidos miembros del Argentinos Lietuviu Centras (Centro Lituano-Argentino).

### Primeros años
Comenzó su carrera en Argentina en 1966, realizando primero fotonovelas y más adelante cine y series de televisión. También, fue modelo exclusiva de los diseñadores de moda Paco Jamandreu (Argentina) y Jean-Paul Gaultier (Francia).
En 1971, y ya con una carrera consolidada en Argentina (ocho películas y tres series de televisión), tras rodar la película argentina Vamos a soñar con el amor, Marcia Bell recaló en España de la mano del cantante Camilo Sesto, con el que mantuvo un tórrido romance al principio y quien después se convirtió en uno de sus mejores amigos.
En 1971, cuando Camilo Sesto y Marcia Bell eran la pareja más vista y más popular de España, el cantante se inspiró en ella para escribir la canción «Isabel», la cual se convirtió rápidamente en uno de sus grandes éxitos.
En España, Marcia Bell continuó su carrera bajo la representación artística de Eduardo Guervos, representante de Los Módulos y del mítico grupo español Los Chichos.
Con su llegada a España, Marcia Bell se convirtió en una de las mujeres más famosas del país, siendo asidua de la prensa rosa y codeándose con distintas personalidades de la política, el arte y la cultura. Entre su círculo de amistades se encuentran nombres tan conocidos como los de
Carmen Martínez-Bordiú,
Adolfo Suárez,
Carmen Cervera,
Salvador Dalí,
Miguel Bosé,
Lucía Bosé,
Norma Duval,
Rocío Dúrcal,
Andrés Pajares y
Fernando Esteso entre otros.
Tras su relación con Camilo Sesto, Marcia Bell vivió otros romances que espolearon su popularidad: Danny Daniel (con el que convivió en unión libre durante cinco años), Luis Ángel (con quien estuvo casada durante seis años) y Don Gonzalo de Borbón y Dampierre (su última pareja y con quien estuvo comprometida durante un año).

### Años 1970
En 1973 une su vida sentimental al exfutbolista y cantautor asturiano Danny Daniel, creador de grandes éxitos de Julio Iglesias y Donna Hightower. Durante su relación con el cantautor asturiano, este escribe inspirado en ella la canción «Por el amor de una mujer», tema que también fue grabado por Julio Iglesias, convirtiéndose en uno de los mayores éxitos de su carrera. La relación duró cinco años aunque nunca llegaron a casarse.
En 1974 inicia su trayectoria como cantante, grabando su primer disco titulado Amarte una vez más, el cual es producido por ella misma y es distribuido por Ariola. También ese mismo año debuta como presentadora en Televisión Española, prestando su colaboración en el mítico programa musical ¡Señoras y señores!, dirigido por Valerio Lazarov. En 1975 participa en la película Cuando el cuerno suena, del director de cine Luis María Delgado. En esta película tiene la oportunidad de trabajar junto a Juanito Navarro y Alfredo Landa. Ese mismo año graba su segundo disco con Trova Records titulado Hoy tengo miedo al amor, producido por Danny Daniel.
En 1978 Marcia Bell graba su tercer disco titulado Tu sei tu bajo el sello discográfico de Trova Records, que es producido por Alberto Nuñez Palacios.

### Años 1980
En 1981 obtiene su primer papel protagónico en la película Los liantes, del director de cine Mariano Ozores, junto a Andrés Pajares y Fernando Esteso. Ese mismo año, participa también en la película ¡Qué gozada de divorcio!, que es producida por el mismo director y que también cuenta con la participación de Andrés Pajares y de Juanito Navarro.
En 1982 contrajo matrimonio con el compositor y productor argentino Luis Ángel Márquez, creador de grandes éxitos de Luis Miguel, Ricky Martin o Valeria Lynch entre otros. La boda se celebró en Madrid y la cantante estadounidense Donna Hightower fue la madrina e interpretó el Ave María. Posteriormente los recién casados cambiaron su residencia a Estados Unidos y México, donde Marcia Bell continuó con su carrera artística.
Durante su estancia de cinco años en América, Marcia Bell rodó seis películas, grabó tres discos y comenzó su faceta como compositora. Como actriz en tierras americanas trabajó al lado de grandes actores y actrices como Ana Luisa Pelufo, Andrés García, Gabriela Goldsmith, Guillermo Capetillo y Sasha Montenegro entre otros. En América, su carrera musical dio más de sí como autora que como intérprete, pues en su corto recorrido como compositora, fue creadora de grandes éxitos de cantantes hispanos de la talla de María Conchita Alonso («Y es que llegaste tú»), Manuela Torres («Hoy lloré por ti»), Dulce («Soy una dama») y
Eddie Santiago («Mía»). En 1985 obtuvo el segundo lugar como mejor compositora en el prestigiado Festival de la Canción Valores Juveniles Bacardí & Cía.
Un año más tarde, Marcia Bell participa como compositora en la producción de Hands Across America, un disco benéfico en el que participan grandes estrellas como Michael Jackson. Con ese proyecto conoce a K.C. Porter (productor y compositor de artistas de la talla de Ace of Base, Bon Jovi, Toni Braxton, Scorpions y Janet Jackson), con el que hace amistad y comienza a escribir a su lado hasta 1987.
En 1987 se divorcia del productor y compositor argentino Luis Ángel y decide regresar a España. Tras divorciarse, de 1988 a 1990 tiene una relación formal con Gonzalo de Borbón y Dampierre, duque de Aquitania y nieto del rey Alfonso XIII, con quien estuvo a punto de contraer matrimonio (Gonzalo Borbón incluso pidió la nulidad de su anterior matrimonio a la Santa Sede), regresando así a las portadas de las más importantes revistas del corazón como ¡Hola!, Pronto o Diez minutos.

### Años 1990
Iniciada la década de los años 1990 pone su carrera en manos de Luis Sanz, personaje emblemático del mundo de la farándula de aquella época pues había sido descubridor de Rocío Dúrcal, Ana Belén, Marisol, Carmen Sevilla, Paquita Rico, Lola Flores y Pastora Soler. Bell realiza así galas por toda España y gran parte de Europa. En 1993 rompe su amistad de más de veinte años con Camilo Sesto, ya que se ve obligada a demandar al cantante porque este se negó a pagarle una gira que ambos realizaron por América. En 1995 decide abandonar la farándula y se marcha a vivir a América una temporada.

### Desde 2000 en adelante
Tras su desaparición de la farándula durante casi una década, en el año 2003 Marcia Bell regresó al mundo televisivo, pero ahora como colaboradora en distintos platós de televisión para opinar acerca de la vida de diversos famosos que conoce.
En diciembre de 2010, distintos programas de Antena 3 y Telecinco dan a conocer que la artista intentó suicidarse y que se encontraba hospitalizada en una unidad de psiquiatría. Tras su intento de suicidio, según diversos artículos de prensa, la actriz ha sido ingresada en diversas ocasiones por graves recaídas.
En la actualidad, Marcia Bell se encuentra retirada por completo de los medios de comunicación, encontrándose bajo el cuidado de su hermana, la exmodelo y diseñadora de moda Carla Rigg.
Tras haber residido también en México y Estados Unidos debido a su profesión, en la actualidad, Marcia Bell reside en la costa alicantina junto a su hermana, manteniendo fuertes lazos con su familia de Lituania. Cabe mencionar que su sobrino, Liudvikas Jakavičius-Grimalauskas ―hijo de su hermana Carla y heredero de todos los derechos dinásticos de la familia―, reside en Siauliai (Lituania) desde hace varios años. En dicha ciudad, Liudvikas Jakavičius colabora como jefe de prensa del príncipe Iñigo von Urach, príncipe de Urach y conde de Württemberg, quien es el nieto y legítimo heredero de Wilhelm von Urach (Mindaugas II), último rey de Lituania (1918). También colabora como politólogo en diferentes medios de comunicación como The Lithuania Tribune, Delfi, Lietuvos Nacionalinis Radija ir Televizija, Ecos de Lituania y Diario Siglo XXI.
En la actualidad, la actriz y cantante Marcia Bell se encuentra ya retirada, siendo raro que haga alguna aparición ante la prensa.
En homenaje a la artista, el 30 de agosto de 2013 la discográfica Sony Music Entertainment México reeditó su disco De pura rabia, grabado en 1985 y lo puso a la venta en soporte físico en las tiendas, y en digital a través de iTunes.

## Fotonovelas
| Año  | Fotonovela                | Director     | País      |
| 1966 | De mujer a mujer          | Milton Ghio  | Argentina |
| 1967 | Nuestro credo es el amor  | Milton Ghio  | Argentina |
| 1968 | Un mal sueño              | Milton Ghio  | Argentina |
| 1969 | La tía Nora               | Milton Ghio  | Argentina |
| 1969 | Catalina y Díos           | Milton Ghio  | Argentina |
| 1970 | Tiempo de milagros        | Rolo Puente  | Argentina |
| 1971 | Horas de anguistia y amor | José Córdoba | Argentina |

## Películas
| Año  | Película                                   | Director              | País             |
| 1966 | Mi querido profesor                        | Javier Setó           | Argentina        |
| 1969 | Viva la vida                               | Enrique Carreras      | Argentina        |
| 1969 | El profesor hippie                         | Fernando Ayala        | Argentina        |
| 1969 | Somos novios                               | Enrique Carreras      | México-Argentina |
| 1970 | El profesor patagónico                     | Fernando Ayala        | Argentina        |
| 1971 | Alianza para el progreso                   | Julio César Ludueña   | Argentina        |
| 1971 | Vamos a soñar con el amor                  | Enrique Carreras      | Argentina        |
| 1973 | Los caballeros de la cama redonda          | Gerardo Sofovich      | Argentina        |
| 1975 | Cuando el cuerno suena                     | Luis María Delgado    | España           |
| 1977 | Bobby Deerfield                            | Sydney Pollack        | Estados Unidos   |
| 1979 | Experiencia extramatrimonial de una esposa | Mauro Ivaldi          | Italia           |
| 1981 | Los liantes                                | Mariano Ozores        | España           |
| 1981 | ¡Qué gozada de divorcio!                   | Mariano Ozores        | España           |
| 1981 | La momia nacional                          | José Ramón Larraz     | España           |
| 1984 | El regreso del carro rojo                  | Pedro Galindo Aguilar | México           |
| 1984 | Dune                                       | David Lynch           | Estados Unidos   |
| 1985 | Más vale pájaro en mano                    | Jesús Fragoso Montoya | México           |
| 1985 | El secuestro de Lola la trailera           | Raúl Fernández        | México           |
| 1985 | El rey del masaje                          | Damián Acosta Esparza | México           |
| 1986 | Ratas de la ciudad                         | Valentín Trujillo     | México           |
| 1986 | El hijo de Pedro Navaja                    | Alfonso Rosas Priego  | México           |

## Series de TV
| Año  | Serie                  | País      |
| 1969 | Los Campanelli         | Argentina |
| 1969 | Don Jacobo             | Argentina |
| 1970 | Operación jajá         | Argentina |
| 1975 | Pili, secretaria ideal | España    |

## Programas de TV como presentadora
| Año  | Programa            | Director        | Cadena                    | País   |
| 1974 | ¡Señoras y señores! | Valerio Lazarov | Radio Televisión Española | España |

## Discos
| Año  | Título                  | Discográfica  | País   |
| 1975 | Amarte una vez más      | Ariola        | España |
| 1978 | Hoy tengo miedo al amor | Trova Records | España |
| 1979 | Tu sei tu               | Trova Records | España |
| 1982 | Que yo te quiero        | Melody        | México |
| 1983 | Amiga mía               | Melody        | México |
| 1984 | Embustero               | RCA           | México |
| 1985 | De pura rabia           | RCA           | México |

## Principales programas del corazón/musicales en los que ha participado como invitada y/o colaboradora
- Palmarés (1976).
- 300 millones(1977).
- Almorzando con Mirtha Legrand (1978).
- Aplauso (1978).
- XE-TU (1984).
- Sábado Gigante (1986).
- Entre amigos (1992).
- El show de Cristina (1992).
- Tómbola (2003).
- DEC (2003).
- Aquí hay tomate (2003).
- Sabor a ti (2004).
- DEC (2004).
- Día a día (2004).
- Aquí hay tomate (2004).
- Salsa rosa (2004).
- Aquí hay tomate (2006).
- A tu lado (2007).
- A tres bandas (2007).
- Tal cual lo contamos (2010).
- DEC (2010).